# Старогорново
Старогорново (баш. Старогорн) — деревня в Благоварском районе Республики Башкортостан Российской Федерации. Входит в состав Языковского сельсовета.

## География

### Географическое положение
Находится на правом берегу реки Кармасан, в месте впадения реки Баткак.
Расстояние до:
- районного центра (Языково): 7 км,
- центра сельсовета (Языково): 7 км,
- ближайшей ж/д станции (Благовар): 21 км.

## Население
| 2002 | 2009 | 2010 |
| ---- | ---- | ---- |
| 18   | ↘8   | ↗10  |

Согласно переписи 2002 года, преобладающая национальность — русские (100 %).